# Jack Szostak
Jack William Szostak (Londen, 9 november 1952) is een Amerikaans bioloog van Engelse komaf. Szostak is sinds 2022 als universiteitsprofessor verbonden aan de University of Chicago, daarvoor was hij werkzaam als professor Genetica aan de Harvard Medical School. In 2009 ontving hij, samen met Carol Greider en Elizabeth Blackburn de Nobelprijs voor Fysiologie of Geneeskunde "voor hun ontdekking hoe chromosomen worden beschermd door telomeren en het enzym telomerase".

## Biografie
Hoewel hij in Londen geboren werd, groeide Szostak op in Canada. Hij behaalde op zijn vijftiende zijn middelbareschooldiploma in Québec en op zijn negentiende zijn bachelordiploma in de celbiologie aan de McGill-universiteit. Szostak promoveerde aan de Cornell-universiteit, waar hij tot 1979 aanbleef als onderzoeksassistent.
Vervolgens ging hij naar de Harvard Medical School, waar hij in 1988 werd benoemd tot hoogleraar aan de faculteit Genetica en een eigen laboratorium stichtte: het "Sidney Farber Cancer Institute". Daarnaast is hij als moleculair bioloog verbonden aan het Department of Moleculair Biology van het Massachusetts General Hospital en sinds 1998 is hij "Investigator" bij het Howard Hughes Medical Institute (HHMI).
In september 2022 trad Szostak toe tot de faculteit van de Universiteit van Chicago als universiteitsprofessor, waar hij leiding geeft aan een nieuw interdisciplinair programma genaamd het Origins of Life Initiative.

## Werk
Samen met Elizabeth Blackburn verrichtte Szostak pionierswerk op het gebied van de DNA-uiteinden van chromosomen, telomeren, die een beschermde werking hebben tijdens celdelingen. Samen met Blackburn en Greider won Szostak in 2009 hiervoor de Nobelprijs. In 2006 wonnen ze samen ook al de Albert Lasker Award for Basic Medical Research. In 2008 ontving hij de Dr. A.H. Heinekenprijs voor biochemie en biofysica, hij ontving deze prijs "Voor zijn zeer originele inzichten in fundamentele processen van het leven".
- Bibsys: 11084882
- Bibliothèque nationale de France: cb16249657z (data)
- Gemeinsame Normdatei: 139389458
- International Standard Name Identifier: 0000 0001 0784 233X
- Library of Congress Control Number: n2009180487
- Nationale Bibliotheek van Tsjechië: xx0199471
- Nationale Bibliotheek van Israël: 987007352338705171
- Nationale Bibliotheek van Polen: a0000003258582
- Nederlandse Thesaurus van Auteursnamen: 328981966
- ORCID: 0000-0003-4131-1203
- Système universitaire de documentation: 148013333
- Virtual International Authority File: 78877987
- WorldCat: E39PBJvxqThpph3PxYtpG6xCcP

1901: Behring · 
1902: Ross · 
1903: Finsen · 
1904: Pavlov · 
1905: Koch · 
1906: Golgi, Ramón y Cajal · 
1907: Laveran · 
1908: Mechnikov, Ehrlich · 
1909: Kocher · 
1910: Kossel · 
1911: Gullstrand · 
1912: Carrel · 
1913: Richet ·
1914: Bárány · 
1919: Bordet · 
1920: Krogh · 
1922: Hill, Meyerhof · 
1923: Banting, Macleod · 
1924: Einthoven ·
1926: Fibiger · 
1927: Wagner-Jauregg · 
1928: Nicolle · 
1929: Eijkman, Hopkins · 
1930: Landsteiner · 
1931: Warburg · 
1932: Sherrington, Adrian · 
1933: Morgan · 
1934: Whipple, Minot, Murphy · 
1935: Spemann · 
1936: Dale, Loewi · 
1937: Szent-Györgyi · 
1938: Heymans · 
1939: Domagk · 
1943: Dam, Doisy · 
1944: Erlanger, Gasser · 
1945: Fleming, Chain, Florey · 
1946: Muller · 
1947: C. Cori, G. Cori, Houssay · 
1948: Müller · 
1949: Hess, Moniz · 
1950: Kendall, Reichstein, Hench · 
1951: Theiler · 
1952: Waksman · 
1953: Krebs,Lipmann ·
1954: Enders, Weller, Robbins · 
1955: Theorell · 
1956: Cournand, Forssmann, Richards · 
1957: Bovet · 
1958: Beadle, Tatum, Lederberg · 
1959: Ochoa, Kornberg · 
1960: Burnet, Medawar · 
1961: Békésy · 
1962: Crick, Watson, Wilkins · 
1963: Eccles, Hodgkin, Huxley · 
1964: Bloch, Lynen · 
1965: Jacob, Lwoff, Monod · 
1966: Rous, Huggins · 
1967: Granit, Hartline, Wald · 
1968: Holley, Khorana, Nirenberg · 
1969: Delbrück, Hershey, Luria · 
1970: Katz, Euler, Axelrod · 
1971: Sutherland · 
1972: Edelman, Porter · 
1973: Frisch, Lorenz, Tinbergen · 
1974: Claude, De Duve, Palade · 
1975: Baltimore, Dulbecco, Temin ·
1976: Blumberg, Gajdusek · 
1977: Guillemin, Schally, Yalow · 
1978: Arber, Nathans, Smith · 
1979: Cormack, Hounsfield · 
1980: Benacerraf, Dausset, Snell · 
1981: Sperry, Hubel, Wiesel · 
1982: Bergström, Samuelsson, Vane · 
1983: McClintock · 
1984: Jerne, Köhler, Milstein · 
1985: Brown, Goldstein · 
1986: Cohen, Levi-Montalcini · 
1987: Tonegawa · 
1988: Black, Elion, Hitchings · 
1989: Bishop, Varmus · 
1990: Murray, Thomas · 
1991: Neher, Sakmann · 
1992: Fischer, Krebs · 
1993: Roberts, Sharp · 
1994: Gilman, Rodbell · 
1995: Lewis, Nüsslein-Volhard, Wieschaus · 
1996: Doherty, Zinkernagel · 
1997: Prusiner · 
1998: Furchgott, Ignarro, Murad · 
1999: Blobel · 
2000: Carlsson, Greengard, Kandel ·
2001: Hartwell, Hunt, Nurse · 
2002: Brenner, Horvitz, Sulston · 
2003: Lauterbur, Mansfield · 
2004: Axel, Buck · 
2005: Marshall, Warren ·
2006: Fire, Mello ·
2007: Capecchi, Smithies, Evans ·
2008: Zur Hausen, Barré–Sinoussi, Montagnier ·
2009: Blackburn, Greider, Szostak ·
2010: Edwards ·
2011: Beutler, Hoffmann, Steinman ·
2012: Gurdon, Yamanaka ·
2013: Rothman, Schekman, Südhof ·
2014: O'Keefe, Moser, Moser ·
2015: Campbell, Omura, Tu ·
2016: Osumi ·
2017: Hall, Rosbash, Young ·
2018: Allison, Honjo ·
2019: Kaelin, Ratcliffe, Semenza ·
2020: Alter, Houghton, Rice ·
2021: Julius, Patapoutian ·
2022: Pääbo ·
2023: Karikó, Weissman ·
2024: Ambros, Ruvkun